# Ichneumon analisorius
Ichneumon analisorius là một loài tò vò trong họ Ichneumonidae.